# アブラハム・ベンルービ
アブラハム・ベンルービ（Abraham Benrubi、1969年10月4日-）は、アメリカ合衆国インディアナ州出身の俳優、声優である。身長201cm
ゲスト出演など脇役としての出演が多いが、多くのテレビドラマに出演しており知名度は高い。
ベンルービがもっとも長期にわたって出演しているのがテレビシリーズ「ER緊急救命室」である。受付のジェリー・マーコビック役として準レギュラー出演している。コミック本のコレクターであり、熱心なゲーマーでもある。父親はセントルイスの有名なDJでミュージシャンとしても活躍している。

## 主な出演作品

### 映画
- ストレンジ・ワールド/もうひとつの世界 / Strange World (2022)
- サラリーマン・バトル・ロワイアル / The Belko Experiment (2017)
- ザ・ブリザード / The Finest Hours (2016)
- アイ・カム・ウィズ・ザ・レイン / I Come with the Rain (2008)
- ダニエル/悪魔の赤ちゃん / It's Alive (2008)
- 雪の下の炎 / Fire Under the Snow (2008)
- ロード・トゥ・ルーベ / Road to Roubaix (2008)
- アライブ / While She Was Out (2008)
- 密告者 / Death Toll (2008)
- インパクト・ポイント 狙われたビーチの妖精 / Impact Point (2008)
- Dark Floors ダーク・フロアーズ / Dark Floors (2008)
- 悪魔の棲む森 / Eskalofrio (2008)
- マジシャン・プレスト / Presto (2008)
- 戦争について / De la guerre (2008)
- あいつはママのボーイフレンド / My Mom's New Boyfriend (2008)
- センターステージ2/ダンス・インスピレーション! / Center Stage: Turn It Up (2008)
- シンデレラ・ストーリー2:ドリームダンサー / Another Cinderella Story (2008)
- アローン・イン・ザ・ダークII / Alone in the Dark II (2008)
- その男ヴァン・ダム / JCVD (2008)
- ジョッキーを夢見る子供たち / Lads & Jockeys (2008)
- スノー・バディーズ 小さな5匹の大冒険 / Snow Buddies (2008)
- Broken Sun (2008)
- ストリート・レーサー ミッドナイト・バトル / Street Racer (2008)
- キング・ソロモン -呪われし王の秘宝- / Allan Quatermain and the Temple of Skulls (2008)
- 新・宇宙戦争 / War of the Worlds 2: The Next Wave (2008)
- 沈黙の惑星 / Homeworld (2008)
- スコーピオン・キング2 / The Scorpion King 2: Rise of a Warrior (2008)
- マッハ・レーサー / Finish Line (2008)
- ロルナの祈り / Le silence de Lorna (2008)
- 猟奇的な彼女 in NY / My Sassy Girl (2008)
- ワンダーラスト / Filth and Wisdom (2008)
- レストストップ2 ドント・ルック・バック / Rest Stop: Don't Look Back (2008)
- ピザ男の異常な愛情 / Otis (2008)
- エグジット・スピード / Exit Speed (2008)
- アルティメット・ソルジャーズ / The Four Horsemen (2008)
- めざめる / Cold Heart Canyon (2008)
- PARIS(パリ) / Paris (2008)
- ゴッド・ランド / Conspiracy (2008)
- デビル・リベンジャー 復讐の殺人者 / Swamp Devil (2008)
- バイオハザード ディジェネレーション / Resident Evil: Degeneration (2008)
- ブロークン / The Broken (2008)
- アウトブレイクX / Mutants (2008)
- ティンカー・ベル / Tinker Bell (2008)
- ワイルド・クライムズ / American Crude (2008)
- ザ・プロテクター / The Shepherd: Border Patrol (2008)
- ロストボーイ:ニューブラッド / Lost Boys: The Tribe (2008)
- クラッシュ!!! / Crash and Burn (2008)
- レイド・トゥー・レスト / Laid to Rest (2009)
- ストリート・レーサー / Stritreysery (2008)
- バットマン ゴッサムナイト / Batman: Gotham Knight (2008)
- ブラック・ウィドウ / Black Widow (2008)
- 2012 / 2012 Doomsday (2008)
- タイムマシン大作戦 / Minutemen (2008)
- ニンジャ・チアリーダー / Ninja Cheerleaders (2008)
- ビューティフル・ルーザーズ / Beautiful Losers (2008)
- イエロー・ハンカチーフ(原題) / The Yellow Handkerchief (2008)
- ネバー・フォーゲット / Never Forget (2008)
- プリティ・ライフ2 ヘイリー・ダフの学園天国 / Legacy (2008)
- ブルー・ブルー・ブルー / Newcastle (2008)
- ザ・ヘル / Deadly Kitesurf (2008)
- スーパーナチュラルハンター怪奇調査官 / Fearmakers (2008)
- チャイルド・マスター / Triloquist (2008)
- デイ・オブ・ザ・デッド / Day of the Dead (2008)
- ダンテ01 / Dante 01 (2008)
- ランド・オブ・ザ・ロスト / Land of the Lost (2009)
- アウェイ・ウィ・ゴー / Away We Go (2009)
- ハングオーバー / The Hangover (2009)
- マイ・ライフ・イン・ルーインズ / My Life in Ruins (2009)
- リストカッターズ: ラブ ストーリィ / Wristcutters: A Love Story(2006)
- シャーロットのおくりもの / Charlotte's Web(2006)
- Miss Congeniality 2: Armed & Fabulous(2005)
- トレジャー・ハンターズ / Without a Paddle(2004)
- ワイルド・レンジ 最後の銃撃 / Open Range(2003)
- バーバー / The Man Who Wasn't There(2001)
- クレイジー・ナッツ 早く起きてよ / I Woke Up Early the Day I Died(1998)
- ジャングル・ジョージ / George of the Jungle(1997)
- Uターン / U Turn(1997)
- ツイスター / Twister(1996)
- シャドー / The Shadow(1994)
- ビッグ・ランニング / Wagons East(1994)
- クォーターバック / The Program(1993)
- Crossing the Bridge(1992)

### OVA
- リトル・マーメイドIII はじまりの物語 / The Little Mermaid: Ariel's Beginning (2008)

### テレビ番組/ドラマ
- サタデー・ナイト・ライブ Saturday Night Live (1975)
- 20 20 (1978)
- アメリカズ・モスト・ウォンテッド  America's Most Wanted (1988)
- 名探偵ポワロ / POIROT  Poirot (1989)
- Cops (1989)
- ロー&オーダー  Law & Order (1990)
- マッドTV!  Mad TV (1995)
- LAW & ORDER:性犯罪特捜班 Law & Order: Special Victims Unit (1999)
- ダーク・エンジェル Dark Angel (2000)
- Curb Your Enthusiasm (2000)
- サバイバー Survivor (2000)
- CSI科学捜査班  CSI: Crime Scene Investigation (2000)
- LAW & ORDER:犯罪心理捜査班  Law & Order: Criminal Intent (2001)
- ヤング・スーパーマン  Smallville (2001)
- 24 -TWENTY FOUR- 24 (2001)
- Scrubs〜恋のお騒がせ病棟  Scrubs (2001)
- アメージング・レース  The Amazing Race (2001)
- WITHOUT A TRACE/FBI 失踪者を追え!  Without a Trace (2002)
- CSI:マイアミ  CSI: Miami (2002)
- 名探偵モンク  Monk (2002)
- アメリカン・アイドル  American Idol: The Search for a Superstar (2002)
- コールドケース 迷宮事件簿  Cold Case (2003)
- チャーリー・シーンのハーパー★ボーイズ  Two and a Half Men (2003)
- NCIS ネイビー犯罪捜査班  Navy NCIS: Naval Criminal Investigative Service (2003)
- NIP/TUCK マイアミ整形外科医  Nip/Tuck (2003)
- ペン&テラー: ブルシット!  Penn & Teller: Bullshit! (2003)
- America's Next Top Model  America's Next Top Model (2003)
- One Tree Hill  One Tree Hill (2003)
- Extreme Makeover: Home Edition (2003)
- バトルスター・ギャラクティカ  Battlestar Galactica (2004)
- スターゲイト アトランティス  Stargate: Atlantis (2004)
- ゴースト・ハンターズ  Ghost Hunters (2004)
- Dr.HOUSE  House M.D. (2004)
- The Biggest Loser (2004)
- CSI:ニューヨーク (2004)
- LOST  Lost (2004)
- デスパレートな妻たち  Desperate Housewives (2004)
- Wife Swap (2004)
- レスキュー・ミー 〜NYの英雄たち Rescue Me (2004)
- アントラージュ★オレたちのハリウッド  Entourage (2004)
- ヘルズ・キッチン  Hell's Kitchen (2005)
- So You Think You Can Dance (2005)
- プリズン・ブレイク  Prison Break (2005)
- BONES  Bones (2005)
- The Office  The Office (2005)
- グレイズ・アナトミー 恋の解剖学  Grey's Anatomy (2005)
- ダンシング・ウィズ・ザ・スターズ  Dancing with the Stars (2005)
- Supernanny (2005)
- ドクター・フー  Doctor Who (2005)
- ミディアム 霊能者アリソン・デュボア  Medium (2005)
- マイ・ネーム・イズ・アール  My Name Is Earl (2005)
- Deal or No Deal (2005)
- クリミナル・マインド FBI行動分析課  Criminal Minds (2005)
- NUMBERS 〜天才数学者の事件ファイル  Numb3rs (2005)
- ゴースト 〜天国からのささやき  Ghost Whisperer (2005)
- ママと恋に落ちるまで　How I Met Your Mother (2005)
- クローザー (テレビドラマ) The Closer (2005)
- Weeds 〜ママの秘密 Weeds (2005)
- Everybody Hates Chris (2005)
- スーパーナチュラル  Supernatural (2005)
- It's Always Sunny in Philadelphia (2005)
- HEROES/ヒーローズ  Heroes (2006)
- シークレット・アイドル ハンナ・モンタナ  Hannah Montana (2006)
- ザ・ユニット 米軍極秘部隊  The Unit (2006)
- ブラザーズ&シスターズ  Brothers & Sisters (2006)
- アグリー・ベティ  Ugly Betty (2006)
- フライデー・ナイト・ライツ Friday Night Lights (2006)
- ブラッド・タイズ  Blood Ties (2006)
- ニュー・アドベンチャー・オブ・オールド・クリスティーン  The New Adventures of Old Christine (2006)
- サイク Psych (2006)
- デクスター 警察官は殺人鬼　Dexter (2006)
- ブラザーフッド  Brotherhood (2006)
- ビッグ・ラヴ  Big Love (2006)
- ユーリカ 〜 事件です!カーター保安官〜 Eureka (2006)
- ビッグバン★セオリー/ギークなボクらの恋愛法則 The Big Bang Theory (2007)
- ルールズ・オブ・エンゲージメント  Rules of Engagement (2007)
- サマンサ Who?  Samantha Who? (2007)
- バーン・ノーティス 元スパイの逆襲 / Burn Notice (2007)
- プライベート・プラクティス 迷えるオトナたち / Private Practice (2007)
- プッシング・デイジー 〜恋するパイ・メーカー〜　Pushing Daisies (2007)
- iカーリー  iCarly (2007)
- キルポイント  The Kill Point (2007)
- MAD MEN  Mad Men (2007)
- ソフィー  Sophie (2007)
- グリーク  Greek (2007)
- ダメージ  Damages (2007)
- カリフォルニケーション  Californication (2007)
- シークレット・ダイアリー・オブ・ア・コールガール  Secret Diary of a Call Girl (2007)
- THE TUDORS〜背徳の王冠〜  The Tudors (2007)
- メドウランズ  Cape Wrath (2007)
- ティンマン  Tin Man (2007)
- Reaper (2007)
- ゴシップガール  Gossip Girl (2007)
- The Flight of the Conchords (2007)
- アンドロメダ・ストレイン  The Andromeda Strain (2008)
- ザ・クリーナー The Cleaner (2008)
- ブレーキング・バッド  Breaking Bad (2008)
- ワースト・ウィーク  Worst Week (2008)
- THE MENTALIST メンタリストの捜査ファイル  The Mentalist (2008)
- Gary Unmarried (2008)
- トゥルー・ブラッド / True Blood (2008)
- イン・トリートメント / In Treatment (2008)
- 1% (2008)
- ジェネレーション・キル  Generation Kill (2008)
- イレヴンス・アワー  Eleventh Hour (2008)
- The Ex List (2008)
- 弁護士イーライのふしぎな日常  Eli Stone (2008)
- レジェンド・オブ・ザ・シーカー  Legend of the Seeker (2008)
- スイート・ライフ オン・クルーズ  The Suite Life on Deck (2008)
- レバレッジ  Leverage (2008)
- イン・プレイン・サイト  In Plain Sight (2008)
- サン・オブ・アナーキー  Sons of Anarchy (2008)
- トレイシー・ウルマン・ステイト・オブ・ザ・ユニオン  State of the Union (2008)
- サンクチュアリ  Sanctuary (2008)
- ターミネーター:サラ・コナー クロニクルズ  Terminator: The Sarah Connor Chronicles (2008)
- ナイトライダー  Knight Rider (2008)
- Kath and Kim (2008)
- キャッスル  Castle (2009)
- キューピッド  Cupid (2009)
- ベター・オフ・テッド  Better Off Ted (2009)
- Fables (2009)
- フィネガン  Finnegan (2009)
- メイド・イン・マンハッタン  Maid in Manhattan (2009)
- アナトミー・オブ・ホープ  Anatomy of Hope (2009)
- Heckle U (2009)
- カプリカ  Caprica (2009)
- ウェアハウス 13  Warehouse 13 (2009)
- スターゲイト・ユニバース  / Stargate Universe (2009)
- 13: Fear Is Real (2009)
- ドールハウス / Dollhouse (2009)
- ライ・トゥ・ミー 嘘は真実を語る / Lie to Me (2009)
- キングス / Kings (2009)
- The Last Templar (2009)
- パークス・アンド・レクリエーション / Parks and Recreation (2009)
- The Philanthropist (2009)
- BOSCH/ボッシュ  (2015)(2021)
- シカゴ・ファイア　シーズン7（2018-2019）

### テレビアニメ
- リトル・アインシュタイン / Little Einsteins (2005)
- アメリカン・ダッド / American Dad! (2005)